# A Great Day in Harlem
A Great Day in Harlem o Harlem 1958 è una foto in bianco e nero di 58 musicisti jazz fotografati in una via di Harlem, New York. La foto è considerata un importante oggetto di studio nella storia del jazz.

## Descrizione
Art Kane, un fotografo freelance che lavorava per Esquire ritrasse gli artisti alle 10 di mattina del 12 agosto 1958. I musicisti si ritrovarono nella 126th Street, tra la Quinta Strada e Madison Avenue, ad Harlem. Esquire pubblicò la foto nel numero del gennaio 1959. Kane la chiamò "la più grande foto a tema musicale mai fatta".
Jean Bach, una produttrice radiofonica di New York, racconta la storia che sta dietro la foto nel documentario del 1994 chiamato "A Great Day in Harlem". Il film ha avuto una nomination agli Oscar come miglior documentario.
La Jazz of the City Atlanta portrait, scattata da Seve "Obasina" Adigun e Gregory Turner, ricalca la foto del 1958 ritraendo a colori la generazione successiva di jazzisti. Nell'aprile del 2007, oltre 100 musicisti jazz e il sindaco di Atlanta Shirley Franklin si fecero fotografare nell'atrio del comune di Atlanta in omaggio alla foto originale.
La foto è stata anche un oggetto chiave del film The Terminal di Steven Spielberg. Tom Hanks è infatti negli Stati Uniti alla ricerca dell'autografo di Benny Golson, col quale potrà completare la raccolta di autografi dei jazzisti presenti nella foto.
Al 03 febbraio 2022, Sonny Rollins è l’unico musicista ancora in vita. 

## Musicisti nella foto
- Red Allen
- Buster Bailey
- Count Basie
- Emmett Berry
- Art Blakey
- Lawrence Brown
- Scoville Browne
- Buck Clayton
- Bill Crump[1]
- Vic Dickenson
- Roy Eldridge
- Art Farmer
- Bud Freeman
- Dizzy Gillespie
- Tyree Glenn
- Benny Golson
- Sonny Greer
- Johnny Griffin
- Gigi Gryce
- Coleman Hawkins
- J.C. Heard
- Jay C. Higginbotham
- Milt Hinton
- Chubby Jackson
- Hilton Jefferson
- Osie Johnson
- Hank Jones
- Jo Jones
- Jimmy Jones
- Taft Jordan
- Max Kaminsky
- Gene Krupa
- Eddie Locke
- Marian McPartland
- Charles Mingus
- Miff Mole
- Thelonious Monk
- Gerry Mulligan
- Oscar Pettiford
- Rudy Powell
- Luckey Roberts
- Sonny Rollins*
- Jimmy Rushing
- Pee Wee Russell
- Sahib Shihab
- Horace Silver
- Zutty Singleton
- Stuff Smith
- Rex Stewart
- Maxine Sullivan
- Joe Thomas
- Wilbur Ware
- Dickie Wells
- George Wettling
- Ernie Wilkins
- Mary Lou Williams
- Lester Young

(*) viventi